# デュクセル
デュクセル (Duxelle) は、食用キノコ、タマネギまたはエシャロット、タイムやパセリ等のハーブ、黒胡椒を細かく刻んで混ぜ、バターでソテーしてペースト状に煮詰めたものである。クリームを加えたり、マデイラ・ワインやシェリーを加えるレシピもある。ビーフ・ウェリントン等、詰め物やソースに用いたり、付け合わせにしたりする。ペイストリーに詰めて焼き、タルトにすることもある。
レシピにより、栽培または野生のキノコを用いる。野生のポルチーニを用いると、白または茶色のマッシュルームを使うよりも強い風味になる。
デュクセルは、17世紀のフランス人シェフであるフランソワ・ピエール・ラ・ヴァレンヌが発明し、彼の雇用者であったフランス元帥ニコラ・シャロン・デュ・ブレがユクセル侯 (marquis d'Uxelles) であったことに因んで命名したと言われている。
多くの古典的な料理本では、デュクセルを「詰め物やペイストリーのフィリングとして用いる乾燥したキノコ」と定義している。オーギュスト・エスコフィエによると、キノコを乾燥させるのは、風味を強くするためと水の含量を減らすためである。生のキノコを用いた場合、その大きさに応じて大量の蒸気を出すため、これらを詰め物に用いると、内圧が高まり、ひびが入ったり割れることがある。